# Киллер по вызову
«Киллер по вызову» (англ. Lucky Day) — франко-канадский фильм режиссёра Роджера Эвери, вышедший на экраны в 2019 году. Главные роли исполнили Люк Брейси, Нина Добрев и Криспин Гловер. Полусиквел боевика «Убить Зои».
Официальная премьера состоялась 18 сентября 2019 года во Франции. Российский прокат стартовал 13 августа 2020 года.

## Сюжет
Ред — взломщик сейфов, вышедший из тюрьмы спустя два года. Его встречают жена и дочь, готовые начать новую жизнь вместе с главой семейства. Но у самого Реда совсем другие планы. Да и появившийся так не вовремя наёмник Люк Шалтье с французским акцентом, мстящий всем виновным и не очень за гибель своего брата, преследует Реда по пятам. У его жены тоже всё не так гладко — её художественная выставка на грани краха, а директор галереи Дерек готов на всё, чтобы затащить девушку в постель. Сам же Ред находится под постоянным контролем жестокого офицера по УДО Санчеса. Уже в первый день после освобождения дела его начинают идти хуже некуда.

## В ролях
- Люк Брейси — Ред
- Нина Добрев — Хлоя
- Криспин Гловер — Люк Шалтье
- Кле Беннет — Ле Руа
- Клифтон Коллинз-младший — офицер Эрнест Санчес
- Элла Райан Куинн — Беатрис
- Дэвид Хьюлетт — Дерек
- Томер Сислей — Жан-Жак
- Надя Фарес — Лолита
- Марк Дакаскос — Луис
- Эрик Штольц — голос за кадром[4]

## Награды и номинации
- Canadian Screen Awards: Лучший монтаж звука (Дашен Найду, Скотт Дональд, Нельсон Феррейра, Тайлер Уитхэм, Стивен Барден), лучшая операторская работа (Брендан Стиси) — номинации
- Skyline Performer Awards: Лучшая молодая актриса (Элла Райан Куинн) — номинация
- Young Entertainer Awards: Лучшая молодая актриса (Элла Райан Куинн) — номинация